# Госпожа Бовари (фильм, 2000)
«Госпожа Бовари» (англ. Madame Bovary) — телефильм 2000 года режиссёра Тима Файвелла по одноимённому роману Гюстава Флобера. Премьера состоялась 6 февраля 2000 года в США.

## Сюжет
Желание испытать настоящие чувства заставило Эмму Бовари (Фрэнсис О’Коннор), забыв о муже (Хью Бонневилль) и маленькой дочери, с головой ринуться в водоворот любовных страстей. Её романы и пристрастие к роскоши разорили и разрушили семью.

## В ролях
| Актёр            | Роль          |
| ---------------- | ------------- |
| Фрэнсис О’Коннор | Эмма Бовари   |
| Хью Бонневилль   | Чарльз Бовари |
| Айлин Эткинс     | Мари Луиза    |
| Хью Дэнси        | Леон Дюпуа    |
| Грег Уайз        | Родольфо      |
| Джессика Ойелоуо | Фелисита      |

## Награды и номинации
- 2001 — номинация на премию «Золотой глобус» в категории «Лучшая женская роль — мини-сериал или телефильм» (Фрэнсис О’Коннор)[4].
- 2001 — 2 номинации на премию «BAFTA TV Award» в категориях «Лучший дизайн костюмов» (Ануша Нираджик)[5] и «Лучший макияж и дизайн прически» (Вивиен Райли)[6].